# Al-Arjan
Al-Arjan (hebr. אל עריאן; arab. العريان; arab. Al-Arian) - arabska wieś położona w Samorządzie Regionu Menasze, w dystrykcie Hajfa, w Izraelu.

## Położenie
Wioska leży na południe od masywu Góry Karmel, w pobliżu miasta Hadera. Jest położone przy terytorium Autonomii Palestyńskiej.

## Gospodarka
Gospodarka wioski opiera się na rolnictwie.